# Лиляк
Ли́ляк (болг. Лиляк) — село в Тирговиштській області Болгарії. Входить до складу общини Тирговиште.

## Населення
За даними перепису населення 2011 року у селі проживали 1044 особи.
Національний склад населення села:
| Національність   | Кількість осіб | Відсоток |
| ---------------- | -------------- | -------- |
| болгари          | 415            | 41,8%    |
| цигани           | 407            | 40,9%    |
| турки            | 163            | 16,4%    |
| інша             | 0              | 0%       |
| не визначились   | 9              | 0,9%     |
| Всього відповіли | 994            |          |

Розподіл населення за віком у 2011 році:
Динаміка населення: